# アドヴェンチャー (敷設巡洋艦)
|                     | |
| 艦歴                | |
| 発注                | デヴォンシャーポート造船所                                                                                          |
| 起工                | 1922年11月29日 |
| 進水                | 1924年6月18日 |
| 竣工                | 1927年5月5日 |
| 喪失                | 1941年9月6日 |
| その後              | 1943年に工作艦に改装、1947年に除籍され解体処分。                                                                    |
| 前型                | |
| 後型                | アブディール級敷設巡洋艦                                                                                            |
| 性能諸元 （竣工時） | |
| 排水量              | 基準：6,740トン 満載：8,370トン                                                                                     |
| 全長                | 158.49m |
| 水線長              | 152.39m |
| 全幅                | 17.98m |
| 吃水                | 5.23m |
| 機関                | ヤーロー式重油専焼水管缶6基 +パーソンズ式ギヤード・タービン2基 巡航用：ヴィッカース式8気筒ディーゼル機関4基 2軸推進 |
| 最大 出力           | ボイラー・タービン：40,000hp ディーゼル・電気モーター：4,000hp                                                      |
| 速力                | 28.0ノット |
| 航続距離            | 12ノット/4,500海里 25ノット/1,820海里                                                                               |
| 燃料                | 重油：1,500トン |
| 乗員                | 395名 |
| 兵装                | 12cm（40口径）単装速射砲4基 4cm（39口径）単装ポンポン砲4基 機雷280個                                                |
| 装甲                | 舷側：25mm（水線部）                                                                                                |

アドヴェンチャー (HMS Adventure) はイギリス海軍の敷設巡洋艦。同型艦はない。

## 概要
本艦はイギリス海軍1922年度計画において攻勢的に機雷を敵地に投下するために駆逐艦よりも大型の船体に軽巡洋艦並みの航続性能を持ち多数の機雷を搭載できる敷設艦として設計された。このために本艦は軽巡洋艦並の約6.700トン台の船体に高航続性能を持たせるために機関は40,000馬力の蒸気機関とは別に、巡航用に7,000馬力のディーゼル機関を搭載して電気推進で航行できた。しかし、最大出力が低かったために速力は28ノット台で高速とは言えず、主砲も駆逐艦並の12cm速射砲4門で防御装甲も低い本艦は戦力的価値が疑問視され「本来の任務に使うにはアドベンチャー（冒険）過ぎる」と酷評された。また、フランス海軍は対抗艦として「プリュトン」を建造した。

## 艦形について
本級の船体形状は同時期の軽巡洋艦と同じく典型的な平甲板型船体で、乾舷は高いが全く傾斜の無い艦首甲板上に12cm（40口径）速射砲を防楯の付いた単装砲架で1基、その背後から上部構造物が始まり、その上の波切り板の背後に4cmポンポン砲が並列で2基、上部に測距儀を載せた箱型の操舵艦橋と簡素な三脚型の前部マストが立つ。船体中央部には後方に傾斜した2本煙突が立つが後のカウンティ級重巡洋艦のように2番煙突のみ太く、その後部には前述のディーゼル機関の排気筒が密接して立てられた。煙突の周囲は艦載艇置き場となっており、2本1組のボート・ダビッドが片舷に3組ずつ計6組で運用された。船体後部には簡素な単脚の後部マスト1本と4cmポンポン砲が並列で2基配置し、その後方に2番・3番主砲が直列に配置した所で上部構造物は終了し、後部甲板上に4番主砲が1基配置された。
機雷は艦橋と後部マストの両脇に1基ずつ計4基設けられたクレーンにより積み込まれ、船体内部に大型機雷280発か小型機雷340発が搭載でき、片舷1条ずつ計2条のレールに乗せられてトランサム型艦尾の2つの扉から投下される設計であったが竣工後に機雷敷設に不適当であることが判明し、1932年に巡洋艦型の丸い艦尾に改正されてレールは片舷2条ずつの計4条となり、扉は倍の4枚となった。

### 主砲、その他備砲について
本級は「Mark III 1887年型 12cm（40口径）速射砲」を採用している。20.4kgの砲弾を仰角20度で9,050mまで到達させることができた。単装砲架の俯仰は仰角20度・俯角3度では左右方向に360度旋回できたが実際は上部構造物により射界に制限があった。発射速度は毎分5～6発だった。これを単装砲架で4基8門を搭載した。
他に近接火器として「ヴィッカーズ Mk VIII 4 cm（39口径）ポムポム砲(pom-pom gun)」を採用した。その性能は0.37kgの砲弾を仰角45度で4,570m、最大仰角で730mまで届かせる能力があった。これを四連装砲架で1基を搭載した。砲架の俯仰能力は仰角80度・俯角10度である。旋回角度は360度の旋回角度を持つが実際は上部構造物により射界を制限された。発射速度はカタログデーターは毎分450発である。

### 船尾
1920年に、イギリス海軍の技術者は船尾を平らにするトランサムスターンによって、速力や建造コストに優位性があることを見出し、「アドヴェンチャー」に採用して処女航海で効果を実証した。ただし、機雷敷設を目的とした本船では、後部に発生した渦によって機雷が船体に接触する危険性があったためトランサムスターンは廃された。

## 参考図書
- 「世界の艦船増刊第46集　イギリス巡洋艦史」(海人社)
- 「世界の艦船 2010年1月増刊号 近代巡洋艦史」（海人社）